# Крячун, Андрей Васильевич
Андрей Васильевич Крячун (укр. Андрій Васильович Крячун; 5 июля 1938, Симферополь — 23 июля 2019, Ялта) — советский, украинский и российский государственный деятель, председатель Ялтинского горисполкома, 1-й секретарь Ялтинского горкома КПУ Крымской области. Член ревизионной комиссии КПУ в 1986—1990 годах. Почётный гражданин Ялты.

## Биография
Образование высшее. В 1960 году окончил Днепропетровский институт инженеров железнодорожного транспорта.
С 1960 года — конструктор, инженер-инспектор сетевого района «Крымэнерго» Крымской области. В 1963—1964 годах — секретарь Симферопольского городского комитета ЛКСМУ Крымской области.
Член КПСС с 1964 года. В 1966—1977 годах — инструктор Крымского областного комитета КПУ. Окончил Академию общественных наук при ЦК КПСС.
В 1978—1980 годах — 1-й секретарь Кировского районного комитета КПУ города Керчи Крымской области. В марте 1980 — январе 1986 — председатель Исполнительного комитета Ялтинского городского совета народных депутатов. Благодаря энтузиазму и упорству Андрея Васильевича, Советом Министров СССР было принято отдельное Постановление от 18.03.1986 г. № 343, которое дало огромный импульс в развитии инфраструктуры Южного берега Крыма. В процессе его реализации было продолжено строительство детских садов, школ, санаторно-курортных учреждений на совершенно новом техническом уровне, проектирование которых вели ведущие научно-исследовательские институты.
Также принимал участие в строительстве концертного зала «Юбилейный» и городских поликлиник в Ялте. Благодаря усилиям Крячуна впервые было начато строительство жилых домов новой серии с улучшенной планировкой квартир — в Гаспре, на 10-м микрорайоне, на ул. Мисхорской, Найденова, в жилых микрорайонах Массандры, Гурзуфа и центральной части Ялты.
В январе 1986—1988 — 1-й секретарь Ялтинского городского комитета КПУ Крымской области. В 1988—1993 годах — начальник отдела фельдъегерской правительственной связи в городе Ялта.
В августе 1993—2010 годах — генеральный директор Республиканского санаторно-медицинского предприятия «Санаторный (курортно-оздоровительный) комплекс „Россия“» ВР Автономной Республики Крым в городе Ялта.
Почётный гражданин Ялты. Был инициатором начала празднования дня города Ялты.
Затем — председатель правления «Ассоциации курортов Крыма», член исполкома Ялтинского городского совета.

## Награды
- ордена
- медали
- заслуженный работник сферы услуг Украины
- почетный гражданин города Ялты (1.07.2003)

## Ссылка
- Крячун Андрей Васильевич
- Ялта всегда стремилась стать мировым курортом _ Летняя столица _ Ялтинский городской сайт
- Ялта всегда стремилась стать мировым курортом
- Андрей Крячун_ Ялте — с любовью! _ Ялта _ Официальный портал